# Gravimeter
Ein Gravimeter ist ein Messgerät, mit dem die Schwerebeschleunigung an einem geographischen Ort bestimmt wird. Sie wird beeinflusst von
- der Gravitationsbeschleunigung der Erde
- der Zentrifugalbeschleunigung
- dem Abstand zum Erdschwerpunkt
- der Gezeitenwirkung, also der Gravitation von Mond und Sonne
- dem umgebenden Gelände
- Dichteunterschieden im Untergrund

Siehe auch Gravimetrie.
Der Begriff Gravimeter bezeichnete früher auch eine besondere Form des Aräometers (Flüssigkeitsdichtemessgerät), das Gewichtsaräometer.

## Absolutgravimeter
Absolutgravimeter messen den absoluten Wert der Schwerebeschleunigung. Sie sind daher an jedem Ort, auch außerhalb der Erde, ohne weitere Kalibrierung einzusetzen.
Ein Typ von Absolutgravimetern vermisst den Fall bzw. die Fallgeschwindigkeit von Körpern (meist Reflektoren). Auch ist es möglich, ein Objekt (Reflektor) in die Höhe zu schießen und anhand der an zwei Punkten gemessenen Durchgangszeiten (= vier Zeitpunkte) die Gravitation zu bestimmen. Solche Absolutgravimeter sind meist groß und unhandlich. Sie werden oft nur auf festem Untergrund eingesetzt. Es gibt aber auch Absolutgravimeter für den Einsatz in Flugzeugen (Absolute Airborne Gravimetry).
Ein anderer Typ von Absolutgravimetern nutzt das Prinzip der Pendelschwingungen, siehe Pendelgravimeter.

## Relativgravimeter

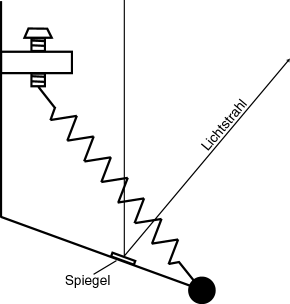
Schematischer Aufbau des LaCoste-Romberg-Gravimeters

Relativgravimeter messen die Veränderung der Schwerebeschleunigung gegenüber einem Nullpunkt.
Relativgravimeter beruhen auf dem Prinzip der newtonschen Federwaage. Dabei wird aber nicht die Änderung der Federlänge gemessen, sondern die Änderung kompensiert und gemessen, wie stark man kompensieren muss.
Die einfache Form einer vertikal aufgehängten Feder ist zu ungenau, um zufriedenstellende Messgenauigkeiten zu erzielen. Um z. B. Schwerebeschleunigungen im mGal-(10 μm/s2)-Bereich auflösen zu können, müsste man Veränderungen der Auslenkung im μm-Bereich messen.
Ein Ausweg ist die Astasierung von Gravimetern. Die Feder wird so angebracht, dass eine geringe Änderung der Schwerebeschleunigung eine große Auslenkung der Feder zur Folge hat. Im LaCoste-Romberg-Gravimeter wird dies durch die schräge Aufhängung der Feder erreicht. Mit Hilfe der Stellschraube wird das Gravimeter zum Ablesen des Wertes der Schwerebeschleunigung in die Nullposition gebracht. Mit Hilfe eines reflektierten Lichtstrahles kann die Erdbeschleunigung auf einer relativen Skala sehr genau abgelesen werden.

### Supraleitendes Gravimeter
Durch kapazitive Vermessung der Schwebehöhe einer Niobhohlkugel von etwa 25 mm Durchmesser über einem supraleitenden Ring, in dem ein Strom bei der Temperatur flüssigen Heliums widerstandslos fließt, wird die Schwerkraft sehr präzise gemessen. Die Messauflösung beträgt 0,1 nm/s². Auch ein solches supraleitendes Gravimeter, das bereits bei Raumtemperatur funktioniert, wurde bereits entwickelt und getestet.

### Entwicklung eines hochpräzisen, diamagnetisch levitierten Gravimeters
Eine Arbeitsgruppe um Yingchun Leng hat 2024 bedeutende Fortschritte in der Gravimetrie erzielt. Es wurde ein hochpräzises Gravimeter entwickelt, das auf dem Prinzip der diamagnetischen Levitation basiert. Dieses innovative System nutzt die Levitation eines kleinen Magneten, um winzige Veränderungen in der Schwerebeschleunigung zu messen. Dabei werden Änderungen in der Oszillation des Magneten durch Detektion der Lichtintensität erfasst, die von einem Laserstrahl auf einen Photodetektor abgegeben wird. Diese Methode erlaubt es, mit einer außergewöhnlichen Empfindlichkeit und Stabilität Gravitationseffekte zu detektieren, einschließlich der täglichen solaren und lunaren Gravitationsoszillationen, die die Gezeiten verursachen.
Das Gravimeter zeichnet sich durch seine Kompaktheit und Mobilität aus, da es ohne Kryogenik oder komplexe Fertigungstechniken auskommt. Diese Eigenschaften machen es besonders praktisch für den Einsatz in verschiedenen Umgebungen und auf mobilen Plattformen wie Drohnen. Die von Leng und seinem Team entwickelten Verbesserungen führten zu einer Empfindlichkeit von 15 µGal/√Hz und einer Drift von nur 61 µGal pro Tag, was das Gerät zu einem der präzisesten seiner Art macht.